# Marquisat de Montealegre

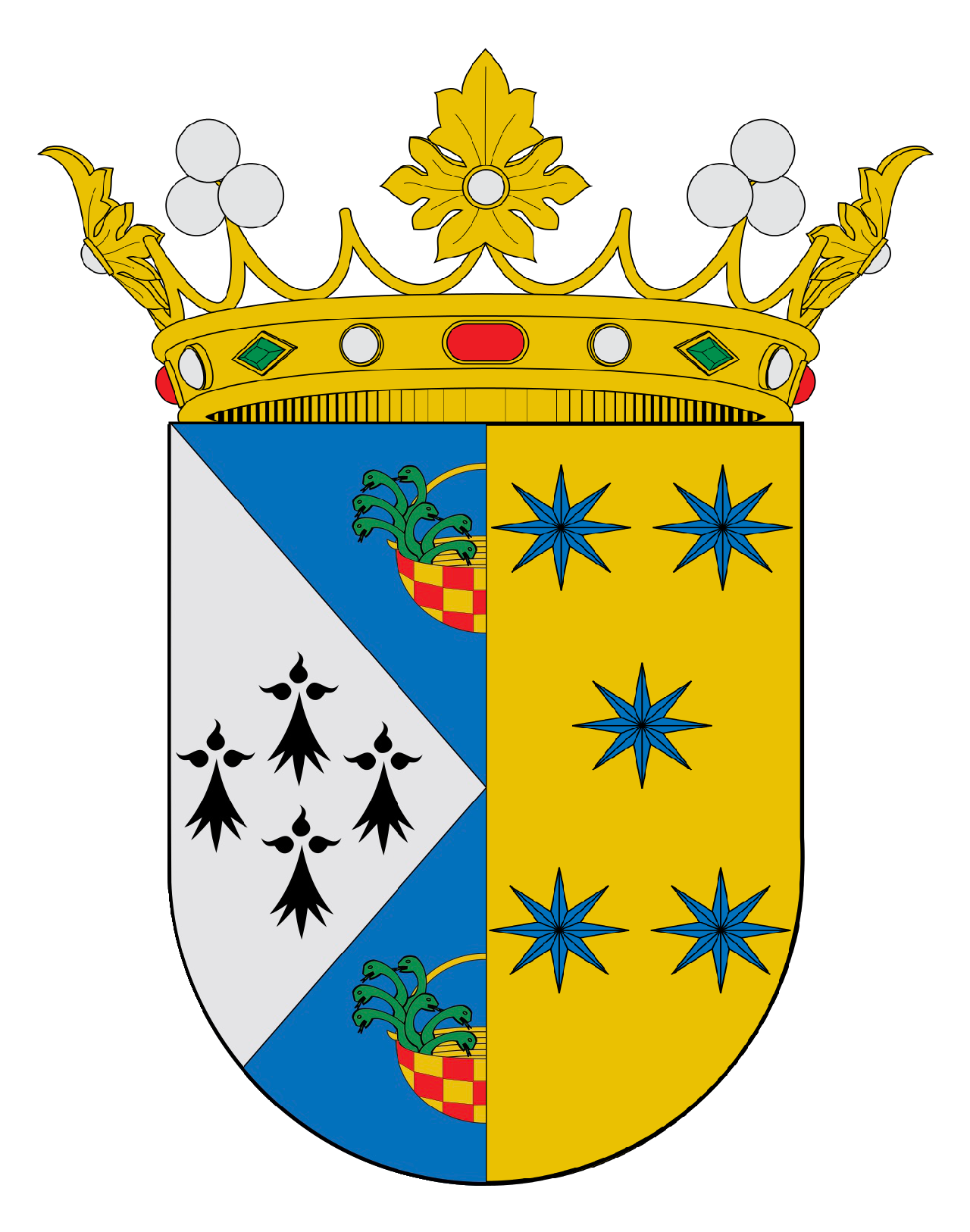
Armes du marquis de Montealegre

Le marquisat de Montealegre est un titre nobiliaire espagnol créé le 28 mai 1626 par le roi Philippe IV en faveur Martín de Guzmán y Rojas, fils de Ramiro Núñez de Guzmán, seigneur de Montealegre, et de sa troisième épouse, Mariana de Rojas.
La qualité de Grand d'Espagne lui a été concédée le 5 octobre 1698 par le roi Charles II pour Martín Domingo de Guzmán y Niño 4e marquis de Montealegre.

## Marquis de Montealegre
|                          | Titulaires                                          | Période                  |
| Création par Philippe IV | Création par Philippe IV                            | Création par Philippe IV |
| ------------------------ | --------------------------------------------------- | ------------------------ |
| I                        | Martín de Guzmán y Rojas                            | 1626-                    |
| II                       | Luis Francisco Núñez de Guzmán                      | ? -1674                  |
| III                      | Pedro Núñez de Guzmán (es)                          | 1674-1678                |
| IV                       | Martín Domingo de Guzmán y Niño (es)                | 1678-1722                |
| V                        | Sebastián Guzmán de Spínola (es)                    | 1722-1747/67             |
| VI                       | José de Guzmán y Guevara (es)                       | ? -1781                  |
| VII                      | Diego Ventura de Guzmán y Fernández de Córdoba (es) | 1781-1805                |
| VIII                     | Diego Isidro de Guzmán y de la Cerda (es)           | 1805-1849                |
| IX                       | Carlos Luis de Guzmán y de la Cerda                 | 1849-1880                |
| X                        | José Rainiero de Guzmán y de la Cerda               | 1881-1891                |
| XI                       | Juan Bautista de Guzmán y Caballero                 | 1891-1895                |
| XII                      | María del Pilar de Guzmán y de la Cerda             | 1895-1901                |
| XIII                     | Juan de Zavala y de Guzmán                          | 1901-1910                |
| XIV                      | Luis de Zavala y de Guzmán                          | 1910-1915                |
| XV                       | María del Milagro García-Sancho y Zavala            | 1915-1952                |
| XVI                      | Juan Antonio Morenés y García-Sancho                | 1952-1964                |
| XVII                     | María del Carmen Morenés y García-Sancho            | 1964-1981                |
| XVIII                    | Cristóbal Pérez del Pulgar y Morenés                | 1982-2016                |
| XIX                      | Estefanía Pérez del Pulgar Delacour                 | 2023-actuel titulaire    |